# Kirchheim (Türingia)
Kirchheim település Németországban, azon belül Türingiában. Lakosainak száma 1274 fő (2017. december 31.). Kirchheim Klettbach községgel határos.

## Népesség
A település népességének változása:

| 2010 | 1 215 |
| 2017 | 1 274 |